# Västra Klagstorps socken
Västra Klagstorps socken i Skåne ingick i Oxie härad, ingår sedan 1971 i Malmö kommun och motsvarar från 2016 Västra Klagstorps distrikt.
Socknens areal är 9,97 kvadratkilometer varav 9,96 land. År 2000 fanns här 754 invånare. Norra delen av tätorten Södra Klagshamn samt tätorten Västra Klagstorp med sockenkyrkan Västra Klagstorps kyrka ligger i socknen. 

## Administrativ historik
Socknen har medeltida ursprung. Före den 1 januari 1886 (ändring enligt beslut den 17 april 1885) var namnet Klagstorps socken.
Vid kommunreformen 1862 övergick socknens ansvar för de kyrkliga frågorna till Klagstorps församling och för de borgerliga frågorna bildades Klagstorps landskommun. Landskommunen uppgick 1952 i Bunkeflo landskommun som uppgick 1971 i Malmö kommun. Församlingen uppgick 2006 i Tygelsjö-Västra Klagstorps församling som 2014 uppgick i Limhamns församling, med en mindre del till Fosie församling. 
1 januari 2016 inrättades distriktet Västra Klagstorp, med samma omfattning som församlingen hade 1999/2000.
Socknen har tillhört län, fögderier, tingslag och domsagor enligt vad som beskrivs i artikeln Oxie härad. De indelta soldaterna tillhörde Södra skånska infanteriregementet, Skytts kompani och Skånska husarregementet, Arrie skvadron, Månstorps kompani.

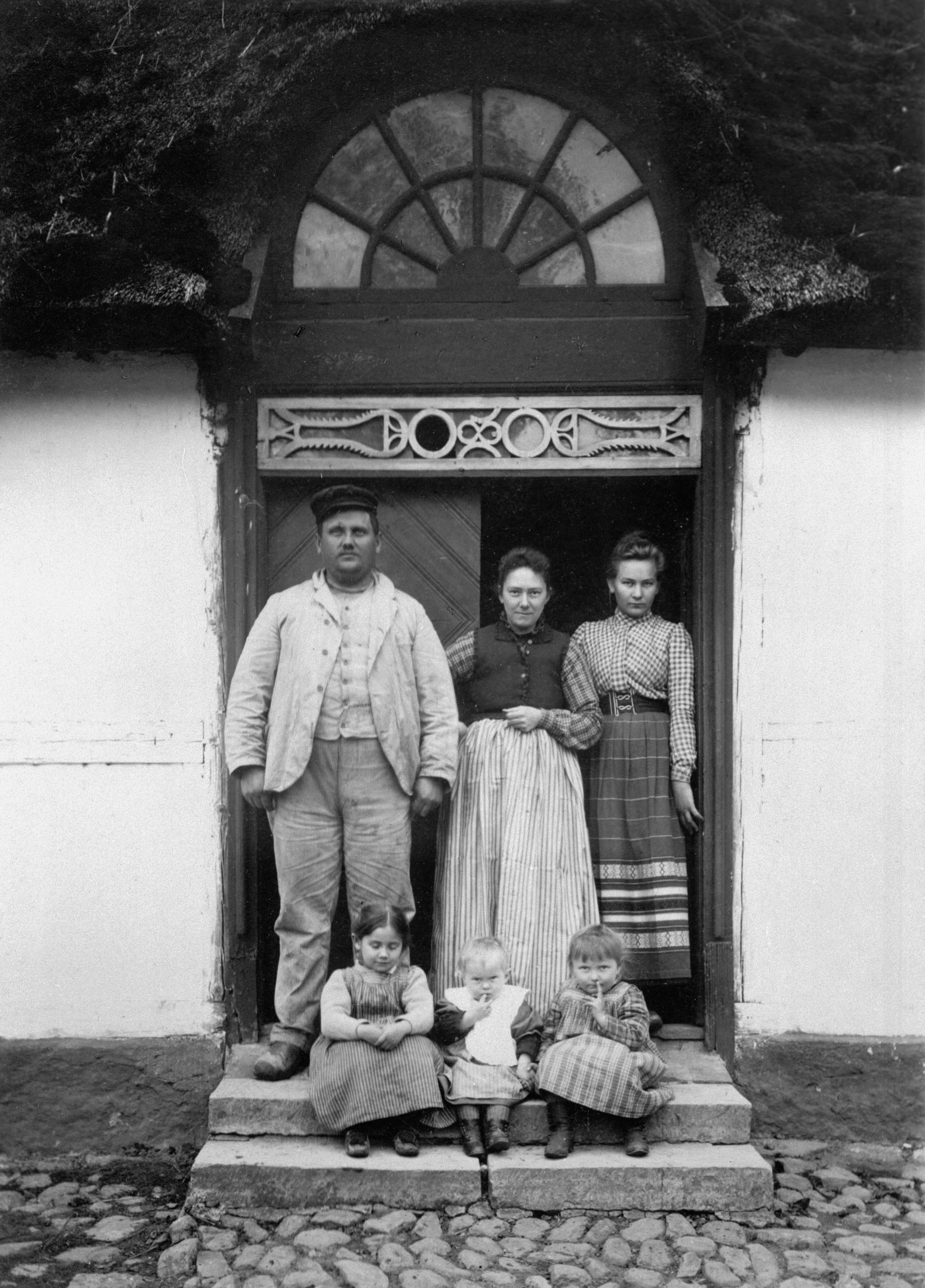
Bondefamilj i Västra Klagstorps socken. Foto Axel Sjöberg, 1902.

## Geografi
Västra Klagstorps socken ligger i södra Malmö vid Öresund. Socknen är en odlad slättbygd, nu delvis tätbebyggd.

## Fornlämningar
Boplatser och en långdös från stenåldern är funna. Från bronsåldern finns gravhögar och skålgropstenar.

## Namnet
Namnet skrevs 1334 Claustorp och kommer från kyrkbyn. Efterleden är torp, 'nybygge'. Förleden innehåller mansnamnet Klak..